# Gensho
Imperatriz Gensho (元正天皇, Gensho-tennō, 680—748) foi a 44ª Imperatriz do Japão, na lista tradicional de sucessão.

## Vida
Reinou de 715 a 724. Ela foi a quinta mulher a ascender ao Trono do Crisântemo.
Gensho foi a irmã mais velha do Imperador Mommu e filha do Príncipe Kusakabe e da Imperatriz Gemmei. Portanto, era neta do Imperador Temmu com a Imperatriz Jitō por parte de pai e neta do Imperador Tenji por parte de mãe. Antes da sua ascensão ao trono, seu nome era Hidaka-hime.
A sucessão da Imperatriz Gensho ao trono foi concebido como uma regência até Príncipe Obito, filho de seu irmão Mommu, se tornar maduro o suficiente para ascender ao trono. Obito se tornaria mais tarde o Imperador Shōmu. Obito foi nomeado príncipe herdeiro em 714 pela Imperatriz Gemmei. No ano seguinte, 715, a Imperatriz Gemmei, então na casa dos cinquenta anos, abdicou em favor de sua filha Gensho. Obito tinha naquela época 14 anos.
Obito permaneceu sendo o príncipe herdeiro da nova imperatriz. Fujiwara no Fuhito , o homem da Corte mais poderoso, permaneceu como Udaijin até sua morte em 720. Depois de sua morte, o Príncipe Nagaya , neto de Temmu e primo da Imperatriz Gensho, passa a ser o novo Udaijin. Esta mudança de poder foi um pano de fundo para os conflitos posteriores entre Nagaya e os quatro filhos de Fuhito durante o reinado do Imperador Shōmu.
- 720 (Yōrō 5, 5º mês): O Nihonshoki foi apresentado à Imperatriz Gensho.[5][6]
- 720 (Yōrō 5, 5º mês): O Código Yōrō foi apresentado à Imperatriz.[2][7]

A Imperatriz Gensho é tradicionalmente venerado em um memorial no santuário xintoísta em Nara. A Agência da Casa Imperial designa este local como Mausoléu de Gensho. E é oficialmente chamado de Nahoyama no nishi no misasagi.

## Daijō-kan
- Daijō Daijin, Toneri-shinnō (Príncipe Toneri) (舎人親王). (Nono filho do Imperador Temmu).[4] 720–735
- Sadaijin, Isonokami no Maro (石上麻呂).[4] 708–717
- Udaijin, Fujiwara no Fuhito (藤原不比等).[4] 708–720
- Udaijin, Príncipe Nagaya (長屋王). 721–724
- Dainagon, Abe no Sukunamaro (阿倍宿奈麻呂). 718–720
- Dainagon, Príncipe Nagaya (長屋王). 718–721
- Dainagon, Tajihi no Ikemori (多治比池守). 721–730